# Line (périodique)
Line, le journal des chic filles ou plus simplement Line, est un journal illustré franco-belge pour jeunes filles, paru de 1955 à 1964, comportant notamment des bandes dessinées de Paul Cuvelier, Dino Attanasio, Jijé et Jacques Acar. Line est la série emblématique de cette revue. Ce journal s'inspire de Girl, un illustré anglais également destiné à un public féminin.

## Historique
Le journal Line, avec en sous-titre « le journal des chic filles », est lancé en 1955, à la fois par Raymond Leblanc pour les éditions du Lombard (Belgique), et par Georges Dargaud pour la France. Cet hebdomadaire franco-belge s'adresse au jeune lectorat féminin,.
La publication prend fin quelques années plus tard, en 1963 selon Patrick Gaumer, ou en 1964 selon Filippini.

## Auteurs et bandes dessinées
Dès sa création, l'hebdomadaire Line publie diverses bandes dessinées. Ainsi, Dino Attanasio y fait paraître On a volé Valentine avec un scénario de Lucien Meys, puis Pastis et Dynamite sur le scénario de Greg.
Jijé publie Bernadette en 1958 dans cet hebdomadaire, mais la publication est interrompue après 27 pages sur 30, sans explication connue.
La série britannique Belle of the Ballet de George Beardmore y est reprise et traduite sous le titre Belle du Ballet, de 1955 à 1964.
Une autre série britannique, Mad et Gloria, de Valerie Hastings (scénariste) et de Ray Bailey (dessinateur), y paraît de 1955 à 1960.
Les éditeurs cherchant à susciter la création d'une héroïne emblématique de la revue, le personnage de Line est créé en 1957, par Françoise Bertier et Nicolas Goujon, repris l'année suivante par Charles Bugue et André Gaudelette, puis par Rol en 1960. Ce sont Paul Cuvelier et Greg qui donnent une réelle dimension à ce personnage à partir de 1962,.
Jacques Acar collabore lui aussi à Line – comme à d'autres revues à la même époque –, pour des scénarios d'histoires courtes.